# 3894 Williamcooke
3894 Williamcooke este un asteroid din centura principală, descoperit pe 14 august 1980 de Peter Jekabsons și Michael Candy.